# Procompsognathus
Procompsognathus /ˌproʊkɒmpˈsɒɡnəθəs/ là một chi khủng long therodo nhỏ thuộc họ Coelophysidae sống cách nay chừng 210 triệu năm vào thời kỳ Trias muộn tại Đức. Procompsognathus có kích thước nhỏ, cấu trúc mãnh dẽ, đi hai chân và ăn thịt, đạt chiều dài khoảng 1 m (3.3 ft).